# Ананда
Ананда (санскр. і палі Ānanda, дослівно «щастя», «радість») — один з головних учнів Будди Шак'ямуні, якого часто називають  Зберігачем дгарми. 
За переказами він прийшов на землю зі світу Тушіта і був народжений в один день з Буддою Гаутамою. Його батьком був Амрітодгана, брат Суддгодана. Таким чином, Ананда був двоюрідним братом Шак'ямуні. 
Ананда вступив у санґгу на другий рік після початку  проповідування Буддою дгарми разом з іншими принцами з роду Шак'я, такими як Бгаддія, Ануруддга, Бгагу, Кімбіла та Девадатта. 
Перші дванадцять років після пробудження Татхагата (Будда) не мав постійного помічника, але на дванадцятий рік на зборах ченців оголосив, що наближається до старості і потребує постійного слуги й помічника, який буде у всьому виконувати його волю. Таким слугою став високоповажний Ананда і залишався в цій якості до самої парінірвани Будди.

## Перший буддійський собор
Переказ стверджує, що незабаром після нірвани Будди відбувся Перший буддійський собор, коли зібралися всі учні Будди і троє з них - Ананда, Упалі і Маудгальяяна з пам'яті відтворили все, чому вчив Будда — норми і правила чернечого співжиття, «дисциплінарний статут» сангхи (Віная), проповіді і повчання Будди (Сутри) і його філософське вчення, «над-дгарму» (Абгідгарма). Так виник буддійський канон — Трипітака (мовою палі — Тіпітака), тобто «Три кошики» навчання (у Стародавній Індії писали на пальмових листках, які носили в кошиках).

## Ананда і Дзен
У традиції Дзен Ананда шанується як другий індійський патріарх. Він часто зображується поруч із Буддою поряд з Махакаш'япою, першим індійським патріархом.